# لاند (إقليم فرنسي)

تعليق

لاند 40 هو إقليم فرنسي تابع لمنطقة أكيتانيا حنوب غرب فرنسا. يبلغ عدد سكانه 492,367 نسمة .

## معرض صور

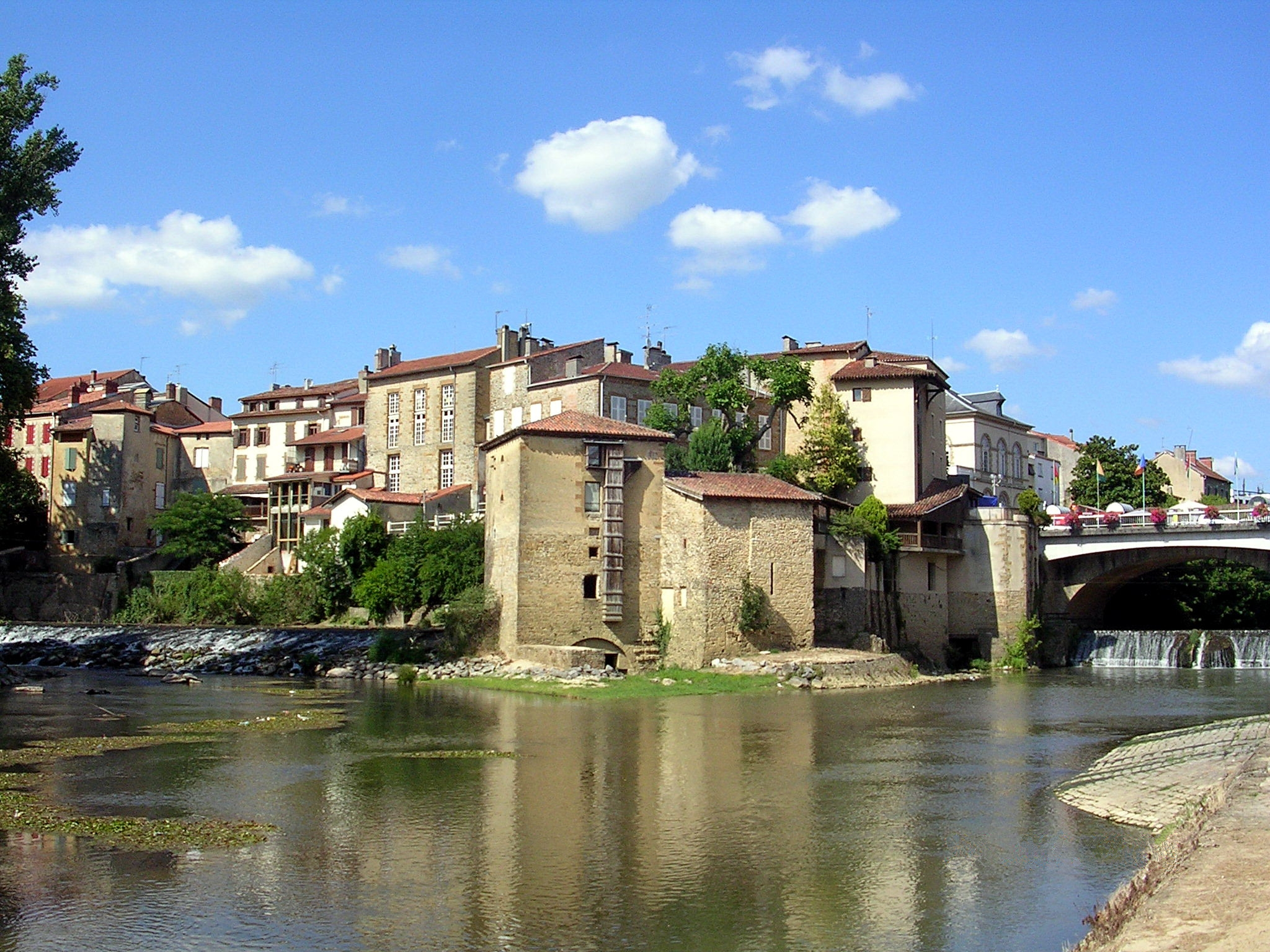
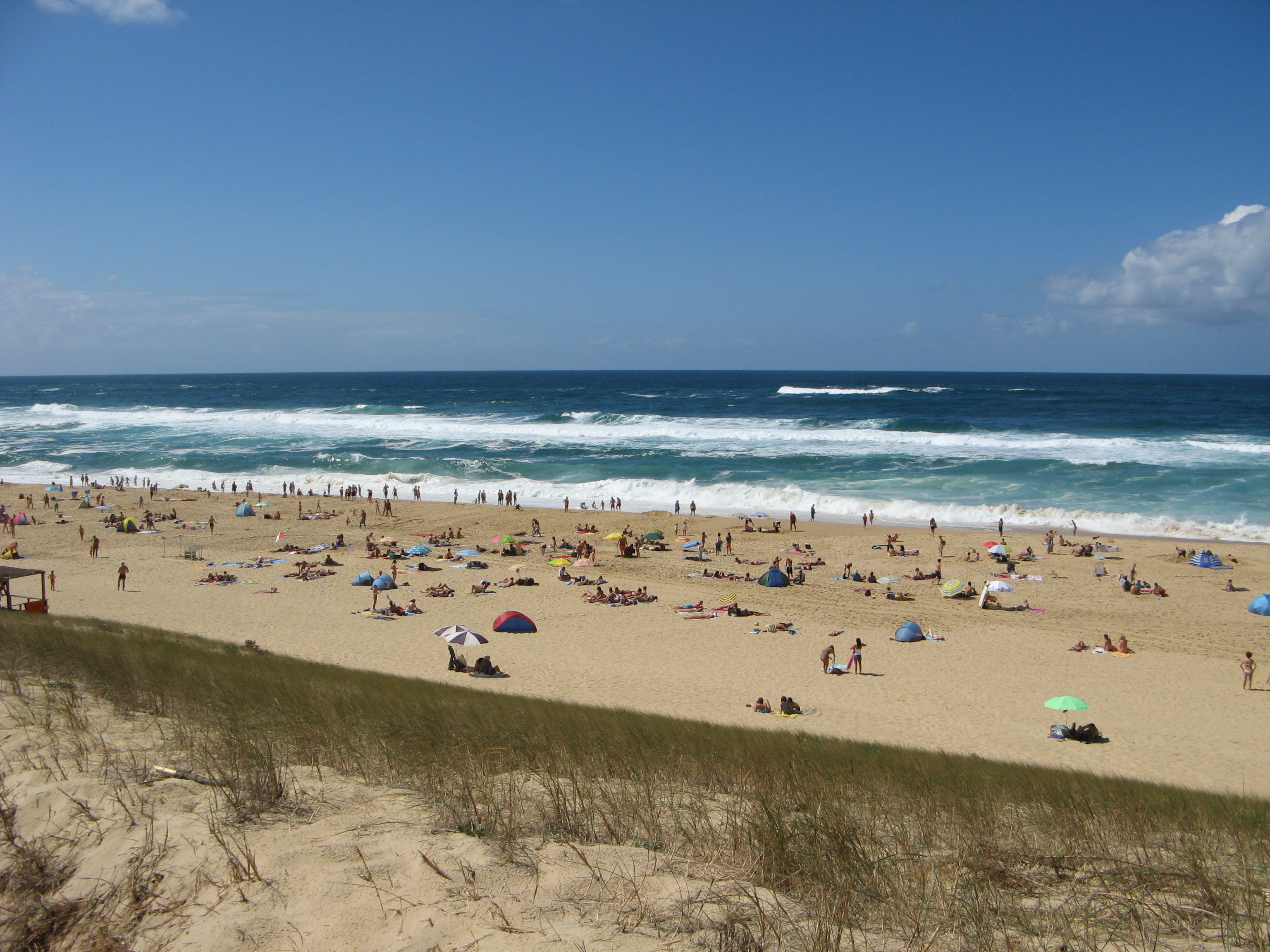
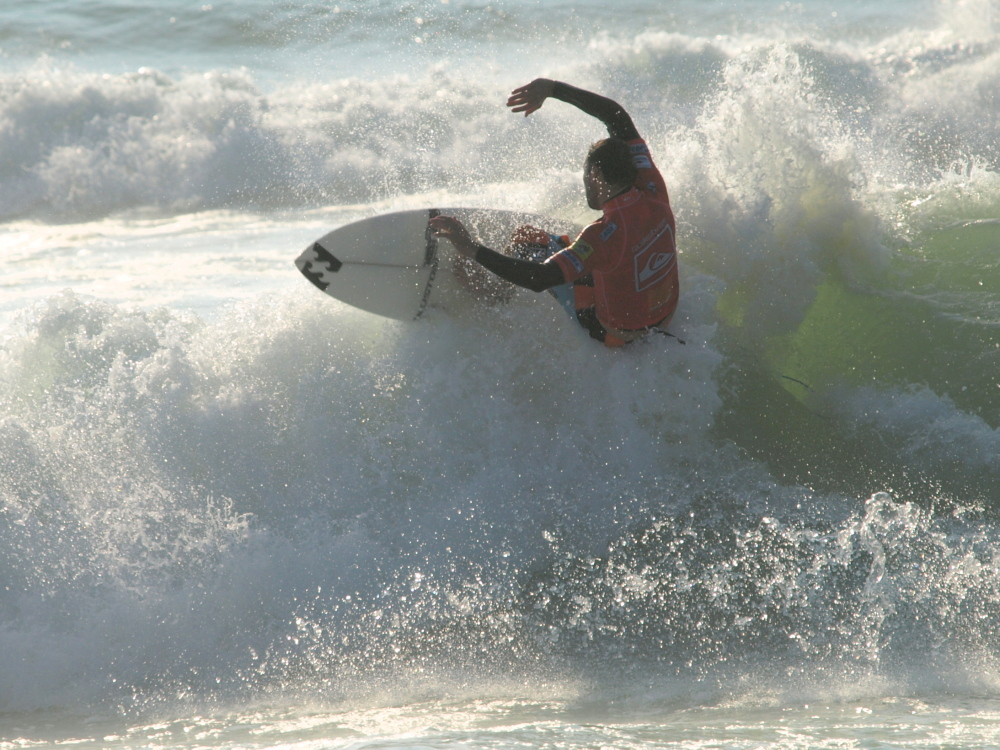
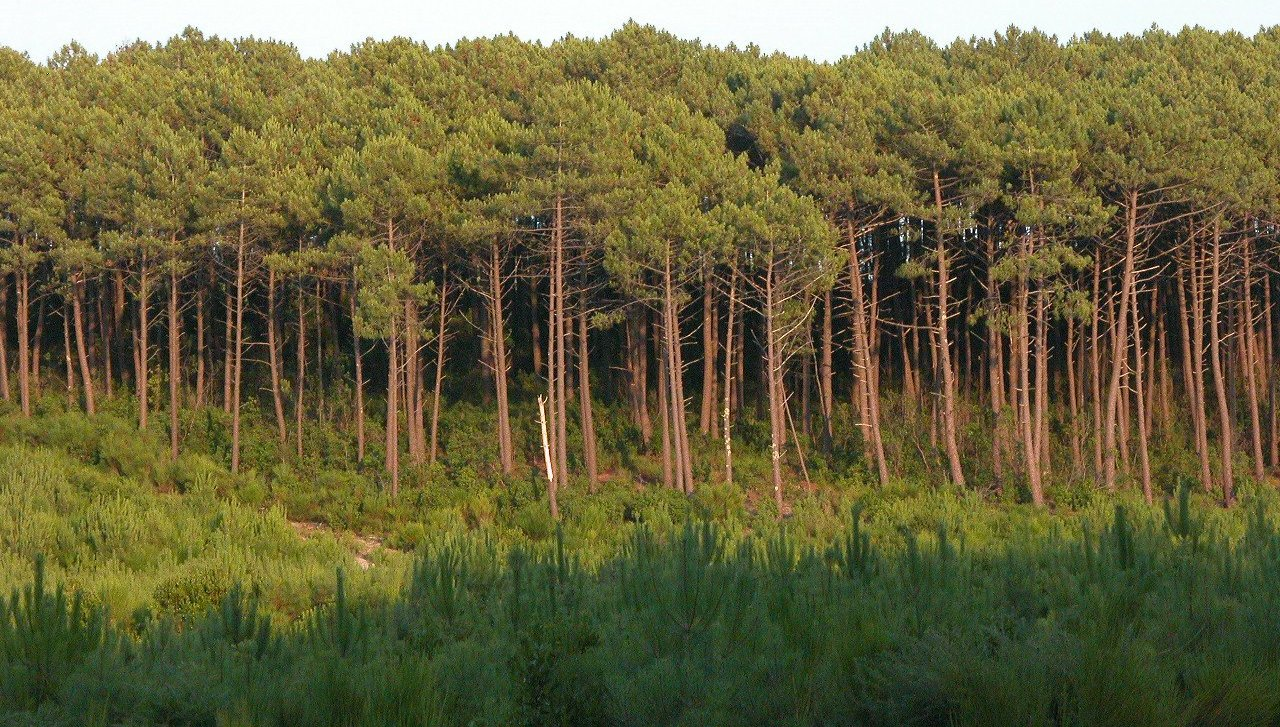
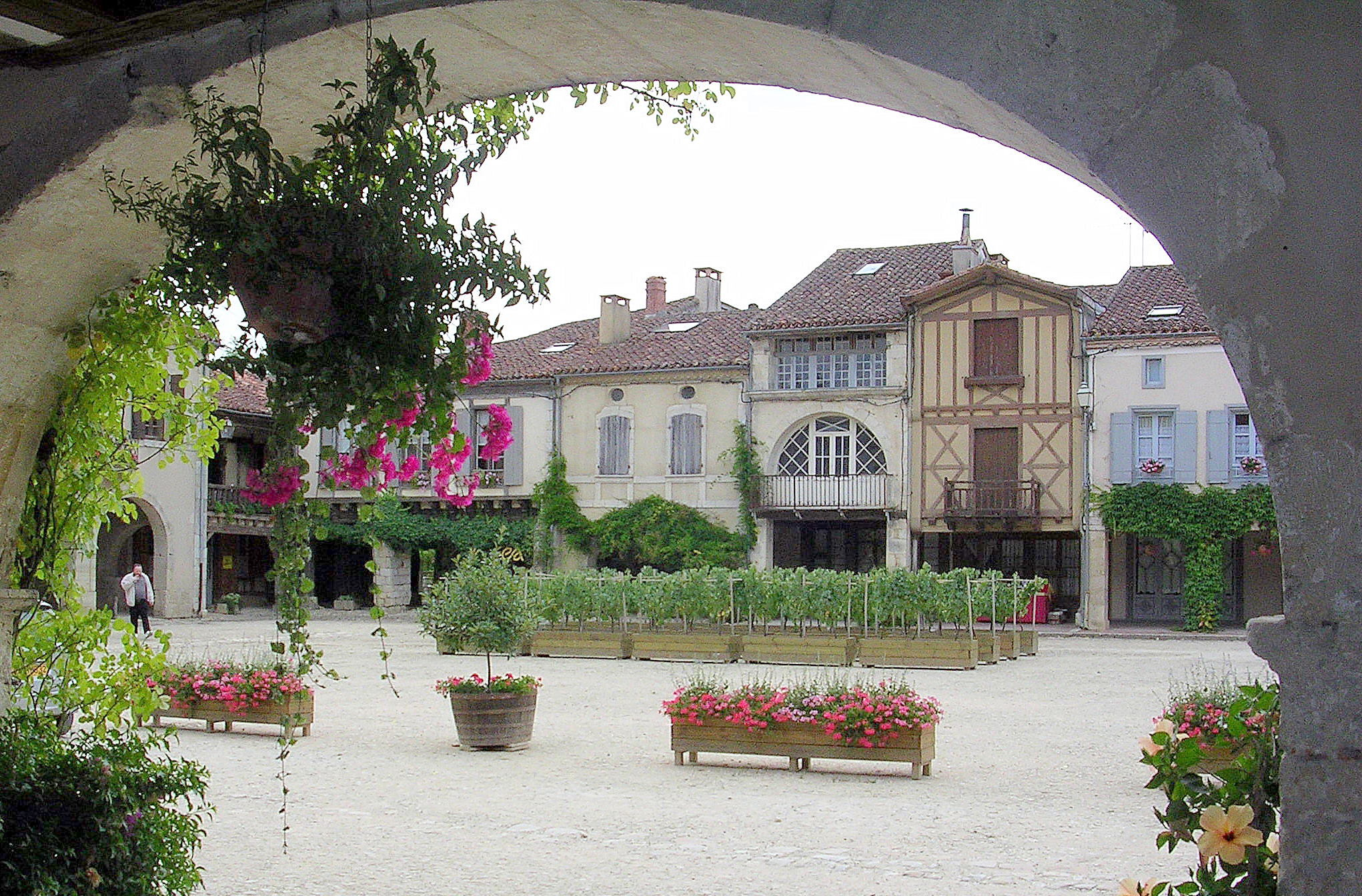